# О, Канада (фильм)
«О, Канада» (англ. Oh, Canada) — художественный фильм режиссёра Пола Шредера. Сюжет основан на романе Рассела Бэнкса Foregone 2021 года. Главные роли в фильме исполнили Ричард Гир и Джейкоб Элорди.
Мировая премьера фильма состоялась на 77-м Каннском кинофестивале 17 мая 2024 года.

## Сюжет
Сюжет фильма посвящён жизни Леонарда Файфа, измученного умирающего режиссёра-документалиста левых взглядов, который бежал в Канаду, чтобы избежать призыва на вьетнамскую войну. Файф умирает от рака в Монреале и соглашается на последнее интервью, в котором он полон решимости наконец раскрыть все свои секреты. Интервью снято его помощником и бывшим студентом Малкольмом Маклаудом в присутствии жены Файфа, которые долгое время восхищались Файфом, но теперь должны осознать смысл его удивительного, мрачного признания.

## В ролях
- Ричард Гир — Леонард Файф[2]
  - Джейкоб Элорди — Файф в молодости
- Ума Турман — Эмма, третья жена Леонрада
- Кристин Фросет — Алисия, вторая жена Леонарда
- Каролин Даверна — медсестра Леонарда
- Майкл Империоли — Малкольм
- Пенелопа Митчелл — Слоан, ассистент продюсера / Эми, первая жена Лео
- Джейк Уэри — Стэнли, друг Лео

## Производство
В мае 2023 года Шредер рассказал, что в его следующем фильме главную роль исполнит Ричард Гир.
Создатели фильма получили разрешение от SAG-AFTRA и начали съёмки в Нью-Йорке в сентябре 2023 года. В декабре 2023 года к актёрскому составу фильма присоединились Кристин Фросет и Майкл Империоли.

## Отзывы и оценки
На сайте Rotten Tomatoes фильм имеет рейтинг 68 % основанный на 31 отзыве, со средней оценкой 5.7/10.